# Férfi 100 méteres hátúszás a 2005. évi nyári európai ifjúsági olimpiai fesztiválon
A 2005. évi nyári európai ifjúsági olimpiai fesztiválon az úszás férfi 100 méteres hátúszás versenyeit július 8-án rendezték, Lignano Sabbiadoróban.

## Előfutamok
| H  | F | Név                      | Nemzet                | E       | Mj  |
| -- | - | ------------------------ | --------------------- | ------- | --- |
| 1  | 4 | Damiano Lestingi         | Olaszország           | 58.51   | QA  |
| 2  | 5 | Marco Loughran           | Egyesült Királyság    | 59.16   | QA  |
| 2  | 4 | Martin Badura            | Csehország            | 59.16   | QA  |
| 4  | 4 | Anton Anchin             | Oroszország           | 59.22   | QA  |
| 5  | 3 | Tomasz Gaszyk            | Lengyelország         | 59.70   | QA  |
| 6  | 3 | Pavel Sankovich          | Fehéroroszország      | 59.87   | QA  |
| 7  | 4 | Alexandros Papoutsis     | Görögország           | 1:00.18 | QA  |
| 8  | 5 | Paul Chesnel             | Franciaország         | 1:00.39 | QA  |
| 9  | 3 | Karl Burdis              | Írország              | 1:00.49 | QB  |
| 10 | 3 | Philipp Mosebach         | Németország           | 1:00.56 | QB  |
| 11 | 5 | Niklas Gustavsson        | Svédország            | 1:00.70 | QB  |
| 12 | 5 | Jordi De Buysere         | Belgium               | 1:00.79 | QB  |
| 13 | 4 | Balog Gábor              | Magyarország          | 1:00.92 | QB  |
| 14 | 4 | Henk Van Niejenhuis      | Hollandia             | 1:00.97 | QB  |
| 15 | 3 | Adelino Gaiteiro         | Portugália            | 1:01.65 | QB  |
| 16 | 3 | Eloy Sanchez             | Spanyolország         | 1:01.68 | QB  |
| 17 | 3 | Andriy Aleksenko         | Ukrajna               | 1:01.73 |     |
| 18 | 5 | Luka Leskur              | Horvátország          | 1:01.99 |     |
| 19 | 5 | Arda Gurdal              | Törökország           | 1:02.02 |     |
| 20 | 2 | Lazar Bogdanovski        | Szerbia és Montenegró | 1:02.11 |     |
| 21 | 5 | Filip Nadasky            | Szlovákia             | 1:02.13 |     |
| 22 | 2 | Rasmus Emil Sonne        | Dánia                 | 1:02.56 |     |
| 23 | 4 | Damjan Stankovic         | Szlovénia             | 1:02.77 |     |
| 23 | 4 | Tomas Suipis             | Litvánia              | 1:02.77 |     |
| 25 | 5 | Jean - Franco Schneiders | Luxemburg             | 1:02.90 |     |
| 26 | 2 | Ville Pikkarainen        | Finnország            | 1:03.51 |     |
| 27 | 1 | Johan Rohtla             | Észtország            | 1:05.75 |     |
| 28 | 2 | Dorel Andrei Petrescu    | Románia               | 1:06.06 |     |
| 29 | 2 | Alberto Tasini           | San Marino            | 1:07.52 |     |
| 30 | 2 | Emir Gotovusic           | Bosznia-Hercegovina   | 1:07.81 |     |
| 30 | 1 | David Hild Adalsteinsson | Izland                | 1:07.81 |     |
| 32 | 1 | Manue Santiago Rodriguez | Andorra               | 1:08.90 |     |
| -  | 3 | Nimrod Shapira Bar Or    | Izrael                |         | DNS |

## Döntő
| A döntő | A döntő              | A döntő            | A döntő | A döntő |
| H       | Név                  | Nemzet             | E       | Mj      |
| ------- | -------------------- | ------------------ | ------- | ------- |
| Arany   | Damiano Lestingi     | Olaszország        | 58.17   |         |
| Ezüst   | Marco Loughran       | Egyesült Királyság | 59.10   |         |
| Bronz   | Anton Anchin         | Oroszország        | 59.14   |         |
| 4       | Martin Badura        | Csehország         | 59.30   |         |
| 5       | Tomasz Gaszyk        | Lengyelország      | 59.64   |         |
| 6       | Pavel Sankovich      | Fehéroroszország   | 59.86   |         |
| 7       | Paul Chesnel         | Franciaország      | 59.90   |         |
| 8       | Alexandros Papoutsis | Görögország        | 1:00.17 |         |
| B döntő |                      |                    |         |         |
| H       | Név                  | Nemzet             | E       | Mj      |
| 1       | Philipp Mosebach     | Németország        | 59.69   |         |
| 2       | Niklas Gustavsson    | Svédország         | 1:00.32 |         |
| 3       | Karl Burdis          | Írország           | 1:00.78 |         |
| 4       | Henk Van Niejenhuis  | Hollandia          | 1:00.83 |         |
| 5       | Balog Gábor          | Magyarország       | 1:01.03 |         |
| 6       | Luka Leskur          | Horvátország       | 1:02.18 |         |
| 7       | Adelino Gaiteiro     | Portugália         | 1:02.19 |         |
| 8       | Eloy Sanchez         | Spanyolország      | 1:02.37 |         |